# Mai Châu (diễn viên)
Mai Châu (10 tháng 1 năm 1927 – 24 tháng 5 năm 2025) là một nữ diễn viên Việt Nam nổi tiếng từ những năm 60, 70 của thế kỷ 20 qua các bộ phim như Cuộc chiến vẫn còn tiếp diễn, Kén rể, Chuyến xe bão táp. Bà đã được nhà nước Việt Nam trao tặng danh hiệu Nghệ sĩ ưu tú vào năm 1996.

## Cuộc đời
Mai Châu tên đầy đủ là Mai Thị Châu, sinh ngày 10 tháng 1 năm 1927 tại thành phố Vinh. Cách mạng Tháng Tám năm 1945, bà tham gia lực lượng phụ nữ Cứu quốc và sau đó là tự vệ của thành phố Vinh. Đến tháng 12 cùng năm, bà lên đường vào chiến trường miền Nam trong đoàn phụ nữ úy lạo chiến sỹ. Sau khi hoàn thành nhiệm vụ, bà tiếp tục ở lại miền Nam và tham gia công tác văn nghệ trong Đoàn Tuyên truyền Giải phóng quân. Năm 1947, bà trở thành diễn viên đoàn kịch Tiền Tuyến. Lúc bấy giờ, trưởng đoàn văn công ở chiến trường là nhà văn Nguyễn Tuân. Năm 1956, bà chính thức được nhận vào Xưởng phim Việt Nam (nay là Hãng phim truyện Việt Nam) và bắt đầu công tác trong bộ phận lồng tiếng cùng các diễn viên Trịnh Thịnh, Đức Hoàn. Về sau, cả nhóm đã tham gia thi tuyển diễn viên và được chọn làm diễn viên chính thức của Xưởng phim.
Bên cạnh nghề diễn viên, Mai Châu còn là chủ của chuỗi cửa hàng áo cưới mang tên mình nổi tiếng ở Hà Nội từ những năm 90 của thế kỷ 20.
Bà qua đời vào ngày 24 tháng 5 năm 2025 ở tuổi 98. Tang lễ diễn ra ngày 26 tháng 5 tại Nhà tang lễ Bệnh viện Hữu Nghị Việt Xô; sau đó hỏa táng tại nghĩa trang Văn Điển.

## Tác phẩm

### Phim điện ảnh
| Năm  | Phim                             | Vai diễn       | Đạo diễn                                | Ghi chú    | Nguồn         |
| ---- | -------------------------------- | -------------- | --------------------------------------- | ---------- | ------------- |
| 1959 | Chung một dòng sông              |                | NSND Nguyễn Hồng Nghi, NSND Phạm Kỳ Nam | [ a ]      |               |
| 1960 | Cô gái công trường               | Mẹ Mận         | NSƯT Nguyễn Tiến Lợi                    |            | [ 4 ]         |
| 1961 | Vợ chồng A Phủ                   | Đầy tớ gái     | NSND Mai Lộc                            | [ b ]      | [ 5 ]         |
| 1962 | Khói trắng                       | Vợ Quyết       | NSƯT Nguyễn Tiến Lợi, Lê Thiều          |            |               |
| 1963 | Chị Tư Hậu                       | Chị Mười Hợi   | NSND Phạm Kỳ Nam                        | [ a ]      |               |
| 1964 | Đi bước nữa                      | Vợ Bình Mâu    | NSND Mai Lộc, NSND Trần Vũ              |            | [ 6 ]         |
| 1969 | Cuộc chiến đấu vẫn còn tiếp diễn | Lệ Mỹ          | NSND Nguyễn Khắc Lợi, Hoàng Thái        |            | [ 7 ] [ 8 ]   |
| 1972 | Truyện vợ chồng anh Lực          | Bà Sơ          | NSND Trần Vũ                            | [ a ]      |               |
| 1974 | Cách sống của tôi                | Bà Bình        | Nguyễn Đỗ Ngọc                          |            |               |
| 1975 | Kén rể                           | Mẹ Nga         | NSND Phạm Văn Khoa                      |            |               |
| 1976 | Sao tháng Tám                    | Bà Phó Đoan    | NSND Trần Đắc                           | [ c ]      |               |
| 1977 | Chuyến xe bão táp                | Bà Tình        | NSND Trần Vũ                            | [ d ]      |               |
| 1980 | Chuyện đời không đơn giản        | Bà Yến         | NSƯT Vũ Phạm Từ                         |            |               |
| 1981 | Chị Dậu                          | Vợ Nghị Quế    | NSND Phạm Văn Khoa                      |            | [ 9 ] [ 10 ]  |
| 1982 | Làng Vũ Đại ngày ấy              | Vợ Bá Kiến     | NSND Phạm Văn Khoa                      |            | [ 11 ]        |
| 1982 | Phút 89                          | Bà cô Chi      | Quốc Long                               |            |               |
| 1989 | Lá ngọc cành vàng                | Bà Phủ         | Vũ Châu, Phó Bá Nam                     | phim video | [ 7 ]         |
| 1989 | Nửa chừng xuân                   | Bà Phán        | NSƯT Lê Đức Tiến                        |            | [ 7 ]         |
| 1989 | Đêm hội Long Trì                 | Hoàng thái hậu | NSND Hải Ninh                           |            |               |
| 1990 | Lấy nhau vì tình                 | Bà tham Bích   | NSƯT Hà Văn Trọng                       |            |               |
| 1991 | Đông Dương                       | Bà quản gia    | Régis Wargnier                          |            |               |
| 1992 | Anh chỉ có mình em               | Bà mối         | Đới Xuân Việt                           |            |               |
| 1994 | Lửa tình thầm lặng               | Người mẹ       | Trần Phi                                |            |               |
| 2003 | Của rơi                          | Người mất tiền | NSƯT Vương Đức                          |            |               |
| 2010 | Bi, đừng sợ!                     | Bà vú          | Phan Đăng Di                            |            | [ 12 ]        |
| 2015 | Cuộc sống mới ở Việt Nam         |                | Kabuki Omori, NSƯT Tất Bình             | [ e ]      | [ 13 ] [ 14 ] |

### Phim truyền hình
| Năm  | Phim                      | Vai diễn        | Đạo diễn                      | Số tập | Kênh    | Ghi chú                                             | Nguồn         |
| ---- | ------------------------- | --------------- | ----------------------------- | ------ | ------- | --------------------------------------------------- | ------------- |
| 1996 | Ngày trở về               | Mẹ Tuấn         | NSND Trần Phương              | 3      | VTV3    | Phát sóng trong chương trình Văn nghệ Chủ Nhật      |               |
| 1996 | Người Hà Nội              | Bà Tưởng        | Hoàng Tích Chỉ, Đoàn Lê       | 8      | VTV3    | Phát sóng trong chương trình Văn nghệ Chủ Nhật      | [ 15 ] [ 16 ] |
| 1998 | Đón khách                 | Bà cô Phô       | Đỗ Minh Tuấn                  | 1      | VTV     | Phát sóng vào dịp Tết trên tất cả các kênh VTV      |               |
| 1998 | Hình bóng cuộc đời        |                 | Đặng Việt Bảo                 | 2      | VTV3    |                                                     |               |
| 1998 | Của để dành               | Bà Mộc          | NSƯT Đỗ Thanh Hải             | 6      | VTV3    |                                                     | [ 17 ]        |
| 2000 | Sứ giả làng               | Bà Đạt          | Đỗ Minh Tuấn                  | 2      | VTV3    | Phát sóng trong chương trình Điện ảnh chiều thứ bảy |               |
| 2000 | Hoa cúc trắng             | Mẹ Hùng         | Lê Lực                        | 1      | HanoiTV |                                                     |               |
| 2001 | Vết trượt                 | Bà Soan         | Vũ Minh Trí                   | 5      | VTV3    |                                                     | [ 18 ]        |
| 2004 | Hoa đào ngày tết          | Bà Tài          | NSƯT Xuân Sơn                 | 2      | VTV3    | Phim Tết                                            |               |
| 2007 | Nhật ký Vàng Anh (phần 2) | Bà của Vàng Anh | Nguyễn Khải Anh, Đỗ Thanh Hải |        | VTV3    |                                                     |               |

## Gia đình
Năm 19 tuổi, Mai Châu kết hôn với Vũ Kỳ Lân, người thay Nguyễn Tuân trong vai trò trưởng đoàn kịch và là cháu ruột của lưỡng quốc tướng quân Nguyễn Sơn. Về sau, Vũ Kỳ Lân trở thành Chính ủy Bộ chỉ huy quân sự đặc khu Vĩnh Linh với quân hàm Đại tá và là đồng tác giả của tác phẩm "Ký sự miền đất lửa". Hai người có với nhau tất cả 4 người con, hai con trai và hai con gái. Con trai thứ hai của bà là Vũ Quốc Khánh, hay còn được biết đến là nhà báo Vũ Khánh, sinh năm 1954. Sau khi Vũ Khánh tốt nghiệp ở Đức và trở về nước vào năm 1979, anh lần lượt đảm nhiệm các chức vụ Tổng biên tập Báo ảnh Việt Nam (2001), Giám đốc Nhà xuất bản Thông tấn. Năm 2009, anh trở thành Chủ tịch Hội Nghệ sĩ Nhiếp ảnh Việt Nam, và đảm nhiệm chức vụ này cho đến năm 2020. Cả 4 người con của nghệ sĩ Mai Châu đều không đi theo con đường nghệ thuật của mẹ, nhưng bà có người con rể út là đạo diễn Nguyễn Đức Việt.